# Acácio
Acácio ist ein portugiesischer männlicher Vorname. Die spanische Form des Namens ist Acacio. Acácio kommt auch als Familienname vor.

## Herkunft und Bedeutung
Acácio bzw. Acacio ist eine Variante des griechischen Namens Ἀκάκιος Akakios. Der Name besteht aus dem Wort κάκη kake mit Alpha privativum und bedeutet „nicht böse“ bzw. „unschuldig“.
Die weibliche Variante des Namens lautet Acácia.

## Namensträger

### Form Acácio
- Acácio de Almeida (* 1938), portugiesischer Kameramann
- Acácio Rodrigues Alves (1925–2010), brasilianischer Geistlicher und römisch-katholischer Bischof
- Acácio Cordeiro Barreto (* 1959), brasilianischer Fußballspieler
- Acácio Lino (1878–1956), portugiesischer Maler
- Acácio Rodrigues Alves (1925–2010), brasilianischer römisch-katholischer Bischof
- Acácio da Silva (* 1961), portugiesischer Radrennfahrer

### Form Acacio
- Acacio Valbuena Rodríguez (1922–2011), spanischer römisch-katholischer Geistlicher

### Familienname
- Marlon Acácio (* 1982), mosambikanischer Judoka